# Chama isaacooki
Chama isaacooki is een tweekleppigensoort uit de familie van de Chamidae. De wetenschappelijke naam van de soort is voor het eerst geldig gepubliceerd in 1993 door Healy, Lamprell & Stanisic.